# Argyrolobium roseum
Argyrolobium roseum är en ärtväxtart som först beskrevs av Jacques Cambessèdes, och fick sitt nu gällande namn av Hippolyte François Jaubert och Édouard Spach. Argyrolobium roseum ingår i släktet Argyrolobium och familjen ärtväxter.

## Underarter
Arten delas in i följande underarter:
- A. r. ornithopodioides
- A. r. roseum